# Ducula melanochroa
La dúcula negra (Ducula melanochroa) es una especie de ave columbiforme de la familia Columbidae endémica de los bosques del archipiélago Bismarck.  